# Wapello County Courthouse

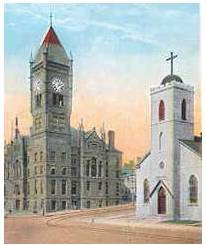
Das Wapello County Courthouse mit dem 1950 abgetragenen Uhrturm

Das Wapello County Courthouse in Ottumwa ist das Justiz- und Verwaltungsgebäude (Courthouse) des Wapello County im mittleren Südosten des US-amerikanischen Bundesstaates Iowa.
Das heutige Gebäude ist das vierte Courthouse des Wapello County. Das erste Gebäude war ein einstöckiges Blockhaus, das im Jahr 1846 für den Bau eines neuen Courthouses abgerissen wurde. Das Gebäude wurde neben dem Gericht und der Verwaltung des Countys auch als Kirche und Schule genutzt. 1855 wurde ein neues größeres Ziegelgebäude errichtet und das alte Courthouse an die Kirche verkauft. Im Jahr 1891 wurde mit dem Bau des heutigen Justiz- und Verwaltungsgebäudes begonnen und nach drei Jahren Bauzeit seiner Bestimmung übergeben.
Das fünfstöckige Gebäude wurde nach einem Entwurf des Architekturbüros Foster & Liebbe aus grob behauenem Sandstein im neuromanischen Stil errichtet. Über dem Eingang steht eine Statue des Häuptlings Wapello der früher hier beheimateten Fox-Indianer. Ursprünglich überragte ein an der rechts des Haupteingangs befindlichen Ecke platzierter Uhrturm das Gebäude in etwa doppelter Höhe, der jedoch im Jahr 1950 abgetragen worden war.
Im Jahr 1981 wurde das Gebäude mit der Referenznummer 81000272 in das National Register of Historic Places aufgenommen.